# Neocoronida
Neocoronida is een geslacht van kreeftachtigen uit de klasse van de Malacostraca (hogere kreeftachtigen).

## Soorten
- Neocoronida cocosiana (Manning, 1972)
- Neocoronida martensi Manning, 1978
- Neocoronida trachurus (von Martens, 1881)